# McCook (Nebraska)
Pour les articles homonymes, voir McCook.
McCook est une ville américaine située dans l'État du Nebraska. Elle est le siège du comté de Red Willow.